# John Kolius
John Waldrip Kolius (* 1. April 1951 in Houston) ist ein ehemaliger US-amerikanischer Segler.

## Erfolge
John Kolius nahm an den Olympischen Spielen 1976 in Montreal als Skipper des US-amerikanischen Bootes der Soling-Klasse teil, dessen Crew aus Richard Hoepfner und Walter Glasgow bestand. Sie gewannen eine der sieben Wettfahrten und erzielten 47,4 Gesamtpunkte, womit sie nur 0,7 Punkte hinter den dänischen Olympiasiegern um Skipper Poul Høj Jensen zurückblieben. Zwar waren sie außerdem punktgleich mit dem von Dieter Below angeführten Boot aus der DDR, da sie im Gegensatz zu den Deutschen aber eine Wettfahrt hatten gewinnen können, erhielten die US-Amerikaner die Silbermedaille, während Below und seine Crew Bronze gewann. Bereits 1975 gewann er im Soling gemeinsam mit Glasgow und Hoepfner die Bronzemedaille bei den Weltmeisterschaften. 1983 startete er bei den Ausscheidungswettkämpfen des America’s Cups als Skipper der Courageous, die den Cup 1974 und 1977 gewonnen hatte. Zwar schlug Kolius die Defender, unterlag dafür aber knapp der Liberty, die damit im America’s Cup antreten durfte. Beim Louis Vuitton Cup 2000 war er Skipper des Teams Aloha Racing. In der J/80-Klasse belegte Kolius zwischen 2003 und 2006 dreimal das Podium bei Weltmeisterschaften.
Von Beruf war Kolius Segelmacher.